# ABBA/Auszeichnungen für Musikverkäufe

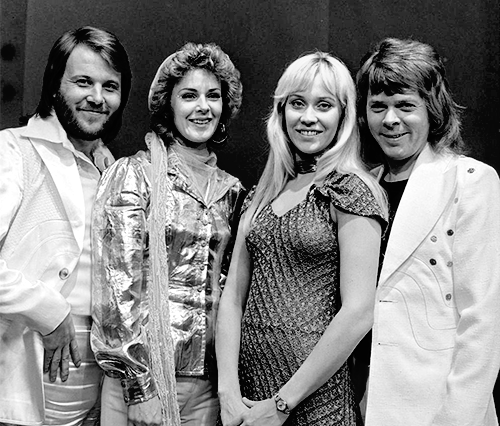
ABBA

Dies ist eine Übersicht über die Auszeichnungen für Musikverkäufe der schwedischen Popgruppe ABBA. Die Auszeichnungen finden sich nach ihrer Art (Gold, Platin usw.), nach Staaten getrennt in chronologischer Reihenfolge, geordnet sowie nach den Tonträgern selbst, ebenfalls in chronologischer Reihenfolge, getrennt nach Medium (Alben, Singles usw.), wieder.

## Auszeichnungen
| - Dänemark - 1974: für das Album Waterloo - Kroatien - 2005: für das Album ABBA Gold – Greatest Hits - Venezuela - 1996: für das Album ABBA Gold – Greatest Hits - Vereinigtes Königreich - 1976: für das Album Waterloo - 1979: für die Single Summer Night City - 1979: für die Single Gimme! Gimme! Gimme! (A Man After Midnight) - 2005: für das Album The Ultimate Collection - 2013: für das Album The Albums - 2013: für das Album Forever Gold - 2018: für das Album Gold / More Gold – Greatest Hits – 40th Anniversary Edition - 2021: für die Single Thank You for the Music - 2021: für das Album Classic ABBA - 2023: für das Lied Slipping Through My Fingers - 2023: für die Single Honey, Honey - 2024: für die Single Don’t Shut Me Down - Argentinien - 1993: für das Album Oro: Grandes Éxitos - 2008: für das Album ABBA Gold – Greatest Hits (Re-Release) - Australien - 1982: für das Album The Magic of ABBA - 1982: für das Album The Singles – The First Ten Years - 2002: für das Album The ABBA Story - 2004: für das Videoalbum ABBA in Concert - 2022: für das Album Voyage - Brasilien - 1981: für die Single The Winner Takes It All - 1994: für das Album ABBA Gold – Greatest Hits - 2006: für das Album The Definitive Collection - 2023: für die Single Dancing Queen - Dänemark - 1977: für das Album Greatest Hits - 1977: für das Album Arrival - 2004: für das Album The Definitive Collection - 2008: für das Album The Albums - 2020: für die Single Happy New Year - 2023: für die Single Take a Chance on Me - 2023: für die Single Lay All Your Love on Me - 2023: für die Single Waterloo - 2023: für das Album The Visitors - 2023: für die Single Super Trouper - 2024: für die Single Chiquitita - 2024: für das Album ABBA - 2025: für die Single Knowing Me, Knowing You - 2025: für die Single SOS - Deutschland - ????: für die Single Waterloo - ????: für die Single Honey, Honey - 1976: für die Single Fernando - 1980: für das Album Greatest Hits - 1981: für das Album A wie ABBA - 1983: für das Album The Singles – The First Ten Years - 2004: für das Album More ABBA Gold – More ABBA Hits - 2004: für das Videoalbum ABBA in Concert - 2004: für das Videoalbum More ABBA Gold – More ABBA Hits - 2023: für die Single Mamma Mia - 2023: für das Album Number Ones - 2023: für das Album The Essential Collection - 2023: für die Single Gimme! Gimme! Gimme! (A Man After Midnight) - 2023: für die Single The Winner Takes It All - 2025: für die Single Lay All Your Love on Me - Europa - 1993: für das Album More ABBA Gold – More ABBA Hits - Finnland - 1975: für das Album Waterloo - 1975: für das Album ABBA - 1980: für das Album Greatest Hits Vol. 2 - Frankreich - 1976: für die Single Fernando - 1976: für die Single Money, Money, Money - 1979: für die Single Gimme! Gimme! Gimme! (A Man After Midnight) - 1991: für das Album The ABBA Story - 1994: für das Album More ABBA Gold – More ABBA Hits - 2009: für das Album The Definitive Collection - Griechenland - 1978: für das Album Greatest Hits - Hongkong - 1977: für das Album Arrival - 1977: für das Album The Very Best of ABBA (ABBA’s Greatest Hits) - 1977: für das Album The Best of ABBA - 1978: für das Album ABBA – The Album - 1980: für das Album Voulez-Vous - 1981: für das Album Greatest Hits Vol. 2 - 1983: für das Album The Visitors - Irland - 1979: für die Single Chiquitita - 1979: für die Single Dancing Queen - 1979: für die Single Fernando - 1979: für die Single Waterloo - Island - 1996: für das Album ABBA Gold – Greatest Hits - Israel - 1979: für das Album Greatest Hits - Italien - 2014: für die Single Mamma Mia - 2023: für die Single The Winner Takes It All - 2024: für die Single Lay All Your Love on Me - Japan - 2009: für die Single Dancing Queen (Mobile Downloads) - 2013: für die Single Dancing Queen (Downloads) - Kanada - 1977: für die Single Fernando - 1993: für das Videoalbum ABBA Gold - 1994: für das Album More ABBA Gold – More ABBA Hits - Mexiko - 2002: für das Videoalbum The Definitive Collection - Neuseeland - 1978: für das Album Waterloo - 2007: für das Album Number Ones - 2008: für das Videoalbum Super Troupers - 2022: für die Single Does Your Mother Know - 2023: für die Single Money, Money, Money - 2023: für die Single Voulez-Vous - 2023: für die Single Angeleyes - 2024: für die Single I Have a Dream - 2024: für das Album Super Trouper - Niederlande - 1980: für die Single The Winner Takes It All - 1980: für die Single I Have a Dream - 1980: für die Single Gimme! Gimme! Gimme! (A Man After Midnight) - 1980: für das Album Arrival - 1980: für die Single Chiquitita - 2004: für das Videoalbum The Definitive Collection - Österreich - 1994: für das Album More ABBA Gold – More ABBA Hits - 2014: für das Album Gold / More Gold – Greatest Hits – 40th Anniversary Edition - Polen - 2007: für das Album Number Ones - Portugal - 2023: für die Single Gimme! Gimme! Gimme! (A Man After Midnight) - Russland - 2008: für das Album ABBA Gold – Greatest Hits - 2011: für die Single Super Trouper - Schweden - 2002: für das Album The Definitive Collection - 2002: für das Album The Music Still Goes On - 2004: für das Videoalbum The Definitive Collection - 2004: für das Videoalbum ABBA in Concert - 2006: für das Videoalbum ABBA – The Movie - Schweiz - 1999: für das Album The Complete Singles Collection - 2003: für das Album The Definitive Collection - Spanien - 1980: für das Album Voulez-Vous - 1982: für das Album The Visitors - 2024: für die Single Waterloo - 2024: für die Single Chiquitita - 2024: für die Single Lay All Your Love on Me - 2024: für die Single Super Trouper - Thailand - 1996: für das Album ABBA Gold – Greatest Hits - Vereinigte Staaten - 1977: für die Single Dancing Queen - 1977: für das Album Arrival - 1978: für die Single Take a Chance on Me - 1979: für das Album Voulez-Vous - 1980: für das Album Greatest Hits Vol. 2 - 1981: für das Album Super Trouper - 1995: für das Videoalbum ABBA Gold – Greatest Hits - 2003: für das Album 20th Century Masters: The Millennium Collection: The Best of ABBA - 2005: für das Videoalbum ABBA in Concert - Vereinigtes Königreich - 1976: für die Single Fernando - 1976: für das Album ABBA - 1977: für die Single Money, Money, Money - 1977: für die Single Knowing Me, Knowing You - 1977: für die Single The Name of The Game - 1978: für die Single Take a Chance on Me (Physisch) - 1979: für die Single I Have a Dream - 1981: für die Single One of Us - 1983: für das Album Thank You for the Music - 1988: für das Album Absolute ABBA - 2013: für das Album The Definitive Collection - 2013: für das Album The Music Still Goes On - 2013: für das Album Number Ones - 2013: für das Videoalbum ABBA – The Movie - 2013: für das Videoalbum Super Troupers - 2013: für das Videoalbum ABBA in Concert - 2013: für das Videoalbum ABBA Gold – Greatest Hits - 2022: für das Videoalbum Number Ones - 2023: für die Single SOS - 2024: für die Single Angeleyes | - Argentinien - 2005: für das Videoalbum ABBA in Concert - Australien - 1980: für das Album Greatest Hits Vol. 2 - 1980: für das Album Super Trouper - 2001: für das Album The Complete Singles Collection - 2007: für das Videoalbum Number Ones - 2017: für das Album Gold / More Gold – Greatest Hits – 40th Anniversary Edition - Belgien - 2008: für das Album 18 Hits - 2022: für das Album Voulez-Vous - 2022: für das Album Voyage - Brasilien - 2009: für das Album 18 Hits - Dänemark - 2021: für die Single Dancing Queen - 2022: für das Album Voyage - 2023: für die Single Gimme! Gimme! Gimme! (A Man After Midnight) - 2023: für das Album More ABBA Gold – More ABBA Hits - 2024: für das Album Voulez-Vous - 2024: für die Single Mamma Mia - 2024: für das Album Arrival - 2025: für das Album Super Trouper - 2025: für die Single The Winner Takes It All - Deutschland - 1978: für das Album The Best of ABBA - 1981: für das Album ABBA – The Album - 1981: für das Album Greatest Hits Vol. 2 - 1982: für das Album The Visitors - 2004: für das Album Waterloo - 2004: für das Album Voulez-Vous - 2004: für das Album The Complete Singles Collection - 2004: für das Album The Definitive Collection - 2004: für das Videoalbum ABBA Gold - 2023: für das Videoalbum ABBA – The Movie - 2025: für die Single Dancing Queen - Europa - 2009: für das Album The Name of the Game - 2009: für das Album 18 Hits - Finnland - 1975: für das Album Greatest Hits - 1978: für das Album Arrival - 1978: für das Album ABBA – The Album - 1979: für das Album Voulez-Vous - 1981: für das Album Super Trouper - 1981: für das Album The Visitors - Frankreich - 2021: für das Album Voyage - Hongkong - 1978: für das Album Greatest Hits - 1982: für das Album Super Trouper - Israel - 1979: für das Album Arrival - 1996: für das Album ABBA Gold – Greatest Hits - Italien - 2023: für die Single Dancing Queen - 2023: für die Single Gimme! Gimme! Gimme! (A Man After Midnight) - Japan - 2001: für die Single SOS - Kanada - 1994: für das Videoalbum ABBA Gold – Greatest Hits - 1998: für das Album The ABBA Collection - 2001: für das Album 20th Century Masters: The Millennium Collection: The Best of ABBA - 2015: für das Album Icon - Neuseeland - 1978: für das Album ABBA - 1979: für das Album Voulez-Vous - 2002: für das Album The Definitive Collection - 2005: für das Videoalbum ABBA Gold - 2007: für das Videoalbum ABBA in Concert - 2008: für das Videoalbum Number Ones - 2009: für das Album The Music Still Goes On - 2022: für die Single Waterloo - 2023: für die Single Chiquitita - 2023: für die Single The Winner Takes It All - 2024: für die Single SOS - 2024: für die Single Lay All Your Love on Me - 2024: für die Single Super Trouper - 2024: für die Single Knowing Me, Knowing You - Niederlande - 1978: für das Album ABBA – The Album - 1979: für das Album Voulez-Vous - 1980: für das Album The Very Best of ABBA (ABBA’s Greatest Hits) - 1980: für das Album Greatest Hits Vol. 2 - 1999: für das Album 25 Jaar na Waterloo deel 2 - 2021: für das Album Voyage - Polen - 1999: für das Album ABBA Gold – Greatest Hits - 2009: für das Album The Albums - 2022: für das Album Voyage - Portugal - 2009: für das Album ABBA Gold – Greatest Hits - Russland - 2006: für das Album Number Ones - Schweden - 1999: für das Album More ABBA Gold – More ABBA Hits - 2007: für das Album The Name of the Game - 2013: für das Album The Albums - 2015: für das Album ABBA Live at Wembley Arena - 2022: für die Single Don’t Shut Me Down - 2022: für die Single I Still Have Faith in You - Schweiz - 1997: für das Album More ABBA Gold – More ABBA Hits - Spanien - 1982: für das Album Thank You for the Music - 1982: für das Album Super Trouper - 2007: für das Album Todo ABBA - 2024: für die Single Gimme! Gimme! Gimme! (A Man After Midnight) - 2024: für die Single Mamma Mia - 2024: für die Single The Winner Takes It All - Südafrika - 1996: für das Album ABBA Gold – Greatest Hits - Südkorea - 1996: für das Album ABBA Gold – Greatest Hits - Tschechien - 1996: für das Album ABBA Gold – Greatest Hits - Ungarn - 2000: für das Album ABBA Gold – Greatest Hits - Vereinigte Staaten - 1978: für das Album Greatest Hits - 1978: für das Album ABBA – The Album - 2005: für das Videoalbum ABBA Gold - Vereinigtes Königreich - 1977: für das Album Arrival - 1978: für das Album ABBA – The Album - 1979: für das Album Voulez-Vous - 1979: für das Album Greatest Hits Vol. 2 - 1980: für das Album Super Trouper - 1981: für das Album The Visitors - 1982: für das Album The Singles – The First Ten Years - 1999: für das Album More ABBA Gold – More ABBA Hits - 2013: für das Album 18 Hits - 2013: für das Videoalbum Forever Gold - 2013: für das Videoalbum The Winner Takes It All - The ABBA Story - 2013: für das Videoalbum The Definitive Collection - 2017: für das Album The Name of the Game - 2021: für das Album Voyage - 2022: für die Single The Winner Takes It All - 2023: für die Single Waterloo - 2023: für die Single Take a Chance on Me (Digital) - 2023: für die Single Super Trouper - 2023: für die Single Lay All Your Love on Me - 2024: für die Single Does Your Mother Know - 2024: für die Single Chiquitita - 2025: für die Single Voulez-Vous - Deutschland - 1979: für das Album The Very Best of ABBA (ABBA’s Greatest Hits) - Australien - 1979: für das Album Waterloo - 1980: für das Album Voulez-Vous - 2004: für das Album The Definitive Collection - 2014: für das Videoalbum 16 Hits - Deutschland - 2004: für das Album Arrival - 2004: für das Album Super Trouper - 2004: für das Videoalbum The Definitive Collection - 2021: für das Album Voyage - 2024: für das Album 18 Hits - Finnland - 1999: für das Album ABBA Gold – Greatest Hits - Italien - 2020: für das Album ABBA Gold – Greatest Hits - Kanada - 1979: für das Album Arrival - 1979: für das Album ABBA – The Album - 1979: für das Album Voulez-Vous - Mexiko - 1996: für das Album ABBA Gold – Greatest Hits - Neuseeland - 2005: für das Videoalbum The Definitive Collection - 2024: für die Single Gimme! Gimme! Gimme! (A Man After Midnight) - 2024: für die Single Mamma Mia - 2025: für die Single Take a Chance on Me - Norwegen - 1996: für das Album ABBA Gold – Greatest Hits - Österreich - 2023: für das Album Voyage - Polen - 2020: für das Album 18 Hits - Russland - 2006: für das Album 18 Hits - Schweden - 2021: für das Album Voyage - Spanien - 2024: für die Single Dancing Queen - Vereinigtes Königreich - 2013: für das Videoalbum ABBA Gold - 2024: für die Single Mamma Mia - 2024: für die Single Gimme! Gimme! Gimme! (A Man After Midnight) (Digital) | - Australien - 1979: für das Album Ring Ring - 2004: für das Videoalbum The Definitive Collection - 2010: für das Videoalbum ABBA Gold - Chile - 1996: für das Album ABBA Gold – Greatest Hits - Japan - 2001: für das Album SOS: The Best of ABBA - 2009: für das Album ABBA Gold – Greatest Hits - Malaysia - 1996: für das Album ABBA Gold – Greatest Hits - Neuseeland - 1978: für die Single Fernando - 2003: für das Album Gold / More Gold – Greatest Hits – 40th Anniversary Edition - Niederlande - 1996: für das Album ABBA Gold – Greatest Hits - 1999: für das Album De grootste hits in Nederland – 25 jaar na ’Waterloo’ - 1999: für das Album 25 Jaar na Waterloo deel 1 - Österreich - 1994: für das Album ABBA Gold – Greatest Hits - Vereinigtes Königreich - 2024: für die Single Dancing Queen - Australien - 2016: für das Album 18 Hits - Europa - 1993: für das Album ABBA Gold – Greatest Hits - Hongkong - 1996: für das Album ABBA Gold – Greatest Hits - Irland - 1996: für das Album ABBA Gold – Greatest Hits - Deutschland - 2008: für das Album ABBA Gold – Greatest Hits - Kanada - 1979: für das Album Greatest Hits - Neuseeland - 2025: für die Single Dancing Queen - Schweden - 1999: für das Album ABBA Gold – Greatest Hits - Singapur - 1996: für das Album ABBA Gold – Greatest Hits - Spanien - 1999: für das Album ABBA Gold – Greatest Hits - 2006: für das Videoalbum ABBA Gold - Argentinien - 2000: für das Album ABBA Gold – Greatest Hits - Vereinigte Staaten - 2002: für das Album ABBA Gold – Greatest Hits - Belgien - 2014: für das Album ABBA Gold – Greatest Hits - Dänemark - 2011: für das Album ABBA Gold – Greatest Hits - Taiwan - 1996: für das Album ABBA Gold – Greatest Hits - Vereinigtes Königreich - 2016: für das Album Greatest Hits - Australien - 1979: für das Album ABBA – The Album - Neuseeland - 1978: für das Album Arrival - Schweiz - 2008: für das Album ABBA Gold – Greatest Hits - Neuseeland - 2014: für das Album ABBA Gold – Greatest Hits - Australien - 2014: für das Album ABBA Gold – Greatest Hits - Australien - 1979: für das Album The Best of ABBA - Vereinigtes Königreich - 2025: für das Album ABBA Gold – Greatest Hits - Neuseeland - 1979: für das Album The Best of ABBA - Frankreich - 1996: für das Album ABBA Gold – Greatest Hits - Kanada - 2000: für das Album ABBA Gold – Greatest Hits - Schweden - 1974: für das Album Waterloo |

## Auszeichnungen nach Alben

### Ring Ring
| Land/Region       | Auszeichnungen für Musikverkäufe (Land/Region, Auszeichnung, Verkäufe) | Verkäufe |
| ----------------- | ---------------------------------------------------------------------- | -------- |
| Australien (ARIA) | 3× Platin                                                              | 150.000  |
| Insgesamt         | 3× Platin ·                                                            | 150.000  |

### Waterloo
| Land/Region                  | Auszeichnungen für Musikverkäufe (Land/Region, Auszeichnung, Verkäufe) | Verkäufe  |
| ---------------------------- | ---------------------------------------------------------------------- | --------- |
| Australien (ARIA)            | 2× Platin                                                              | 100.000   |
| Dänemark (IFPI)              | Silber                                                                 | 25.000    |
| Deutschland (BVMI)           | Platin                                                                 | 500.000   |
| Finnland (IFPI)              | Gold                                                                   | 25.035    |
| Neuseeland (RMNZ)            | Gold                                                                   | 10.000    |
| Schweden (IFPI)              | Diamant                                                                | 300.000   |
| Vereinigtes Königreich (BPI) | Silber                                                                 | 60.000    |
| Insgesamt                    | 2× Silber · 2× Gold · 3× Platin · 1× Diamant ·                         | 1.020.035 |

### ABBA
| Land/Region                  | Auszeichnungen für Musikverkäufe (Land/Region, Auszeichnung, Verkäufe) | Verkäufe |
| ---------------------------- | ---------------------------------------------------------------------- | -------- |
| Dänemark (IFPI)              | Gold                                                                   | 10.000   |
| Finnland (IFPI)              | Gold                                                                   | 25.358   |
| Neuseeland (RMNZ)            | Platin                                                                 | 20.000   |
| Norwegen (IFPI)              | —                                                                      | 120.000  |
| Schweden (IFPI)              | —                                                                      | 474.642  |
| Vereinigtes Königreich (BPI) | Gold                                                                   | 100.000  |
| Insgesamt                    | 4× Gold · 1× Platin ·                                                  | 750.000  |

### Greatest Hits/The Best of Abba
| Land/Region                  | Auszeichnungen für Musikverkäufe (Land/Region, Auszeichnung, Verkäufe) | Verkäufe  |
| ---------------------------- | ---------------------------------------------------------------------- | --------- |
| Australien (ARIA)            | 22× Platin                                                             | 1.210.000 |
| Dänemark (IFPI)              | Gold                                                                   | 250.000   |
| Deutschland (BVMI)           | Gold (Greatest Hits) · + Gold (The Best of Abba)                       | 500.000   |
| Finnland (IFPI)              | Platin                                                                 | 64.875    |
| Griechenland (IFPI)          | Gold                                                                   | 50.000    |
| Hongkong (IFPI/HKRIA)        | Platin (Greatest Hits) · + Gold (The Best of Abba)                     | 30.000    |
| Indien (IMI)                 | —                                                                      | 50.000    |
| Israel (IFPI)                | Gold                                                                   | 20.000    |
| Neuseeland (RMNZ)            | 24× Platin                                                             | 480.000   |
| Kanada (MC)                  | 5× Platin                                                              | 500.000   |
| Vereinigte Staaten (RIAA)    | Platin                                                                 | 1.000.000 |
| Vereinigtes Königreich (BPI) | 8× Platin                                                              | 2.400.000 |
| Insgesamt                    | 6× Gold · 62× Platin ·                                                 | 6.454.875 |

### The Very Best of ABBA (ABBA’s Greatest Hits)
| Land/Region           | Auszeichnungen für Musikverkäufe (Land/Region, Auszeichnung, Verkäufe) | Verkäufe |
| --------------------- | ---------------------------------------------------------------------- | -------- |
| Deutschland (BVMI)    | 3× Gold                                                                | 750.000  |
| Hongkong (IFPI/HKRIA) | Gold                                                                   | 10.000   |
| Niederlande (NVPI)    | Platin                                                                 | 100.000  |
| Insgesamt             | 1× Gold · 2× Platin ·                                                  | 860.000  |

### Arrival
| Land/Region                  | Auszeichnungen für Musikverkäufe (Land/Region, Auszeichnung, Verkäufe) | Verkäufe  |
| ---------------------------- | ---------------------------------------------------------------------- | --------- |
| Australien (ARIA)            | —                                                                      | 960.000   |
| Dänemark (IFPI)              | Gold (1977) · + Platin (2024)                                          | 270.000   |
| Deutschland (BVMI)           | 2× Platin                                                              | 1.000.000 |
| Finnland (IFPI)              | Platin                                                                 | 86.420    |
| Hongkong (IFPI/HKRIA)        | Gold                                                                   | 10.000    |
| Israel (IFPI)                | Platin                                                                 | 40.000    |
| Kanada (MC)                  | 2× Platin                                                              | 200.000   |
| Neuseeland (RMNZ)            | 10× Platin                                                             | 200.000   |
| Niederlande (NVPI)           | Gold                                                                   | 50.000    |
| Norwegen (IFPI)              | —                                                                      | 167.000   |
| Vereinigte Staaten (RIAA)    | Gold                                                                   | 500.000   |
| Vereinigtes Königreich (BPI) | Platin                                                                 | 1.700.000 |
| Insgesamt                    | 4× Gold · 18× Platin ·                                                 | 4.983.420 |

### ABBA – The Album
| Land/Region                  | Auszeichnungen für Musikverkäufe (Land/Region, Auszeichnung, Verkäufe) | Verkäufe  |
| ---------------------------- | ---------------------------------------------------------------------- | --------- |
| Australien (ARIA)            | 10× Platin                                                             | 500.000   |
| Deutschland (BVMI)           | Platin                                                                 | 500.000   |
| Finnland (IFPI)              | Platin                                                                 | 57.618    |
| Hongkong (IFPI/HKRIA)        | Gold                                                                   | 10.000    |
| Kanada (MC)                  | 2× Platin                                                              | 200.000   |
| Niederlande (NVPI)           | Platin                                                                 | 100.000   |
| Norwegen (IFPI)              | —                                                                      | 210.000   |
| Schweden (IFPI)              | —                                                                      | 750.000   |
| Vereinigte Staaten (RIAA)    | Platin                                                                 | 1.300.000 |
| Vereinigtes Königreich (BPI) | Platin                                                                 | 1.125.000 |
| Insgesamt                    | 1× Gold · 17× Platin ·                                                 | 4.852.618 |

### Voulez-Vous
| Land/Region                  | Auszeichnungen für Musikverkäufe (Land/Region, Auszeichnung, Verkäufe) | Verkäufe  |
| ---------------------------- | ---------------------------------------------------------------------- | --------- |
| Australien (ARIA)            | 2× Platin                                                              | 200.000   |
| Belgien (BRMA)               | Platin                                                                 | 50.000    |
| Dänemark (IFPI)              | Platin                                                                 | 20.000    |
| Deutschland (BVMI)           | Platin                                                                 | 500.000   |
| Finnland (IFPI)              | Platin                                                                 | 82.340    |
| Hongkong (IFPI/HKRIA)        | Gold                                                                   | 10.000    |
| Kanada (MC)                  | 2× Platin                                                              | 200.000   |
| Neuseeland (RMNZ)            | Platin                                                                 | 20.000    |
| Niederlande (NVPI)           | Platin                                                                 | 100.000   |
| Spanien (Promusicae)         | Gold                                                                   | 50.000    |
| Vereinigte Staaten (RIAA)    | Gold                                                                   | 500.000   |
| Vereinigtes Königreich (BPI) | Platin                                                                 | 300.000   |
| Insgesamt                    | 3× Gold · 11× Platin ·                                                 | 2.032.340 |

### Greatest Hits Vol. 2
| Land/Region                  | Auszeichnungen für Musikverkäufe (Land/Region, Auszeichnung, Verkäufe) | Verkäufe  |
| ---------------------------- | ---------------------------------------------------------------------- | --------- |
| Australien (ARIA)            | Platin                                                                 | 50.000    |
| Deutschland (BVMI)           | Platin                                                                 | 500.000   |
| Finnland (IFPI)              | Gold                                                                   | 25.000    |
| Hongkong (IFPI/HKRIA)        | Gold                                                                   | 10.000    |
| Niederlande (NVPI)           | Platin                                                                 | 100.000   |
| Vereinigte Staaten (RIAA)    | Gold                                                                   | 500.000   |
| Vereinigtes Königreich (BPI) | Platin                                                                 | 300.000   |
| Insgesamt                    | 3× Gold · 4× Platin ·                                                  | 1.485.000 |

### The Magic of ABBA
| Land/Region       | Auszeichnungen für Musikverkäufe (Land/Region, Auszeichnung, Verkäufe) | Verkäufe |
| ----------------- | ---------------------------------------------------------------------- | -------- |
| Australien (ARIA) | Gold                                                                   | 20.000   |
| Insgesamt         | 1× Gold ·                                                              | 20.000   |

### Super Trouper
| Land/Region                  | Auszeichnungen für Musikverkäufe (Land/Region, Auszeichnung, Verkäufe) | Verkäufe  |
| ---------------------------- | ---------------------------------------------------------------------- | --------- |
| Australien (ARIA)            | Platin                                                                 | 50.000    |
| Dänemark (IFPI)              | Platin                                                                 | 20.000    |
| Deutschland (BVMI)           | 2× Platin                                                              | 1.000.000 |
| Finnland (IFPI)              | Platin                                                                 | 50.552    |
| Hongkong (IFPI/HKRIA)        | Platin                                                                 | 20.000    |
| Neuseeland (RMNZ)            | Gold                                                                   | 7.500     |
| Spanien (Promusicae)         | Platin                                                                 | 100.000   |
| Vereinigte Staaten (RIAA)    | Gold                                                                   | 500.000   |
| Vereinigtes Königreich (BPI) | Platin                                                                 | 300.000   |
| Insgesamt                    | 2× Gold · 8× Platin ·                                                  | 2.048.052 |

### The Visitors
| Land/Region                  | Auszeichnungen für Musikverkäufe (Land/Region, Auszeichnung, Verkäufe) | Verkäufe |
| ---------------------------- | ---------------------------------------------------------------------- | -------- |
| Dänemark (IFPI)              | Gold                                                                   | 10.000   |
| Deutschland (BVMI)           | Platin                                                                 | 500.000  |
| Finnland (IFPI)              | Platin                                                                 | 66.439   |
| Hongkong (IFPI/HKRIA)        | Gold                                                                   | 10.000   |
| Spanien (Promusicae)         | Gold                                                                   | 50.000   |
| Vereinigtes Königreich (BPI) | Platin                                                                 | 300.000  |
| Insgesamt                    | 3× Gold · 3× Platin ·                                                  | 936.439  |

### A wie ABBA
| Land/Region        | Auszeichnungen für Musikverkäufe (Land/Region, Auszeichnung, Verkäufe) | Verkäufe |
| ------------------ | ---------------------------------------------------------------------- | -------- |
| Deutschland (BVMI) | Gold                                                                   | 250.000  |
| Insgesamt          | 1× Gold ·                                                              | 250.000  |

### The Singles – The First Ten Years
| Land/Region                  | Auszeichnungen für Musikverkäufe (Land/Region, Auszeichnung, Verkäufe) | Verkäufe |
| ---------------------------- | ---------------------------------------------------------------------- | -------- |
| Australien (ARIA)            | Gold                                                                   | 20.000   |
| Deutschland (BVMI)           | Gold                                                                   | 250.000  |
| Vereinigtes Königreich (BPI) | Platin                                                                 | 300.000  |
| Insgesamt                    | 2× Gold · 1× Platin ·                                                  | 570.000  |

### Thank You for the Music
| Land/Region                  | Auszeichnungen für Musikverkäufe (Land/Region, Auszeichnung, Verkäufe) | Verkäufe |
| ---------------------------- | ---------------------------------------------------------------------- | -------- |
| Spanien (Promusicae)         | Platin                                                                 | 100.000  |
| Vereinigtes Königreich (BPI) | Platin                                                                 | 300.000  |
| Insgesamt                    | 2× Platin ·                                                            | 400.000  |

### Love Songs
| Land/Region     | Auszeichnungen für Musikverkäufe (Land/Region, Auszeichnung, Verkäufe) | Verkäufe |
| --------------- | ---------------------------------------------------------------------- | -------- |
| Finnland (IFPI) | —                                                                      | 10.810   |
| Insgesamt       | —                                                                      | 10.810   |

### Absolute ABBA
| Land/Region                  | Auszeichnungen für Musikverkäufe (Land/Region, Auszeichnung, Verkäufe) | Verkäufe |
| ---------------------------- | ---------------------------------------------------------------------- | -------- |
| Vereinigtes Königreich (BPI) | Gold                                                                   | 100.000  |
| Insgesamt                    | 1× Gold ·                                                              | 100.000  |

### ABBA Gold – Greatest Hits/ABBA Oro – Grandes Éxitos
| Land/Region                  | Auszeichnungen für Musikverkäufe (Land/Region, Auszeichnung, Verkäufe)     | Verkäufe    |
| ---------------------------- | -------------------------------------------------------------------------- | ----------- |
| Argentinien (CAPIF)          | 6× Platin (Original) · + Gold (Oro – Grandes Éxitos) · + Gold (Re-Release) | 410.000     |
| Australien (ARIA)            | 17× Platin (Original) · + Platin (40th Anniversary)                        | 1.260.000   |
| Belgien (BRMA)               | 7× Platin                                                                  | 350.000     |
| Brasilien (PMB)              | Gold                                                                       | 100.000     |
| Chile (IFPI)                 | 3× Platin                                                                  | 75.000      |
| Dänemark (IFPI)              | 7× Platin                                                                  | 560.000     |
| Deutschland (BVMI)           | 5× Platin                                                                  | 2.500.000   |
| Europa (IFPI)                | 4× Platin                                                                  | (4.000.000) |
| Finnland (IFPI)              | 2× Platin                                                                  | 145.962     |
| Frankreich (SNEP)            | Diamant                                                                    | 1.000.000   |
| Hongkong (IFPI/HKRIA)        | 4× Platin                                                                  | 160.000     |
| Irland (IRMA)                | 4× Platin                                                                  | 60.000      |
| Island (IFPI)                | Gold                                                                       | 5.000       |
| Israel (IFPI)                | Platin                                                                     | 40.000      |
| Italien (FIMI)               | 2× Platin                                                                  | 100.000     |
| Japan (RIAJ)                 | 3× Platin                                                                  | 750.000     |
| Kanada (MC)                  | Diamant                                                                    | 1.000.000   |
| Kroatien (HDU)               | Silber                                                                     | 3.000       |
| Malaysia (RIM)               | 3× Platin                                                                  | 150.000     |
| Mexiko (AMPROFON)            | 2× Platin                                                                  | 500.000     |
| Neuseeland (RMNZ)            | 16× Platin (Original) · + 3× Platin (40th Anniversary)                     | 285.000     |
| Niederlande (NVPI)           | 3× Platin                                                                  | 300.000     |
| Norwegen (IFPI)              | 2× Platin                                                                  | 80.000      |
| Österreich (IFPI)            | 3× Platin (Original) · + Gold (40th Anniversary)                           | 165.000     |
| Polen (ZPAV)                 | Platin                                                                     | 100.000     |
| Portugal (AFP)               | Platin                                                                     | 20.000      |
| Russland (NFPF)              | Gold                                                                       | 10.000      |
| Schweden (IFPI)              | 5× Platin                                                                  | 500.000     |
| Schweiz (IFPI)               | 10× Platin                                                                 | 500.000     |
| Singapur (RIAS)              | 5× Platin                                                                  | 75.000      |
| Spanien (Promusicae)         | 5× Platin                                                                  | 500.000     |
| Südafrika (RISA)             | Platin                                                                     | 50.000      |
| Südkorea (KMCA)              | Platin                                                                     | 15.000      |
| Taiwan (RIT)                 | 7× Platin                                                                  | 350.000     |
| Tschechien (IFPI)            | Platin                                                                     | 6.000       |
| Thailand (TECA)              | Gold                                                                       | 25.000      |
| Ungarn (MAHASZ)              | Platin                                                                     | 50.000      |
| Venezuela (APFV)             | Silber                                                                     | 25.000      |
| Vereinigte Staaten (RIAA)    | 6× Platin                                                                  | 6.000.000   |
| Vereinigtes Königreich (BPI) | 22× Platin (Original) · + Silber (40th Anniversary)                        | 6.660.000   |
| Insgesamt                    | 3× Silber · 7× Gold · 164× Platin · 2× Diamant ·                           | 24.564.962  |

### More ABBA Gold – More ABBA Hits
| Land/Region                  | Auszeichnungen für Musikverkäufe (Land/Region, Auszeichnung, Verkäufe) | Verkäufe  |
| ---------------------------- | ---------------------------------------------------------------------- | --------- |
| Dänemark (IFPI)              | Platin                                                                 | 20.000    |
| Deutschland (BVMI)           | Gold                                                                   | 250.000   |
| Europa (IFPI)                | Gold                                                                   | (500.000) |
| Finnland (IFPI)              | —                                                                      | 26.720    |
| Frankreich (SNEP)            | Gold                                                                   | 100.000   |
| Kanada (MC)                  | Gold                                                                   | 50.000    |
| Österreich (IFPI)            | Gold                                                                   | 25.000    |
| Schweden (IFPI)              | Platin                                                                 | 100.000   |
| Schweiz (IFPI)               | Platin                                                                 | 50.000    |
| Vereinigtes Königreich (BPI) | Platin                                                                 | 300.000   |
| Insgesamt                    | 5× Gold · 4× Platin ·                                                  | 921.720   |

### The Music Still Goes On
| Land/Region                  | Auszeichnungen für Musikverkäufe (Land/Region, Auszeichnung, Verkäufe) | Verkäufe |
| ---------------------------- | ---------------------------------------------------------------------- | -------- |
| Neuseeland (RMNZ)            | Platin                                                                 | 15.000   |
| Schweden (IFPI)              | Gold                                                                   | 30.000   |
| Vereinigtes Königreich (BPI) | Gold                                                                   | 100.000  |
| Insgesamt                    | 2× Gold · 1× Platin ·                                                  | 145.000  |

### Forever Gold
| Land/Region                  | Auszeichnungen für Musikverkäufe (Land/Region, Auszeichnung, Verkäufe) | Verkäufe |
| ---------------------------- | ---------------------------------------------------------------------- | -------- |
| Vereinigtes Königreich (BPI) | Silber                                                                 | 60.000   |
| Insgesamt                    | 1× Silber ·                                                            | 60.000   |

### The Complete Singles Collection
| Land/Region        | Auszeichnungen für Musikverkäufe (Land/Region, Auszeichnung, Verkäufe) | Verkäufe |
| ------------------ | ---------------------------------------------------------------------- | -------- |
| Australien (ARIA)  | Platin                                                                 | 70.000   |
| Deutschland (BVMI) | Platin                                                                 | 500.000  |
| Schweiz (IFPI)     | Gold                                                                   | 25.000   |
| Insgesamt          | 1× Gold · 2× Platin ·                                                  | 595.000  |

### De grootste hits in Nederland – 25 jaar na 'Waterloo'
| Land/Region        | Auszeichnungen für Musikverkäufe (Land/Region, Auszeichnung, Verkäufe) | Verkäufe |
| ------------------ | ---------------------------------------------------------------------- | -------- |
| Niederlande (NVPI) | 3× Platin                                                              | 300.000  |
| Insgesamt          | 3× Platin ·                                                            | 300.000  |

### 25 Jaar na Waterloo deel 1
| Land/Region        | Auszeichnungen für Musikverkäufe (Land/Region, Auszeichnung, Verkäufe) | Verkäufe |
| ------------------ | ---------------------------------------------------------------------- | -------- |
| Niederlande (NVPI) | 3× Platin                                                              | 300.000  |
| Insgesamt          | 3× Platin ·                                                            | 300.000  |

### 25 Jaar na Waterloo deel 2
| Land/Region        | Auszeichnungen für Musikverkäufe (Land/Region, Auszeichnung, Verkäufe) | Verkäufe |
| ------------------ | ---------------------------------------------------------------------- | -------- |
| Niederlande (NVPI) | Platin                                                                 | 100.000  |
| Insgesamt          | 1× Platin ·                                                            | 100.000  |

### The Definitive Collection
| Land/Region                  | Auszeichnungen für Musikverkäufe (Land/Region, Auszeichnung, Verkäufe) | Verkäufe |
| ---------------------------- | ---------------------------------------------------------------------- | -------- |
| Australien (ARIA)            | 2× Platin                                                              | 140.000  |
| Brasilien (PMB)              | Gold                                                                   | 50.000   |
| Dänemark (IFPI)              | Gold                                                                   | 20.000   |
| Deutschland (BVMI)           | Platin                                                                 | 300.000  |
| Frankreich (SNEP)            | Gold                                                                   | 100.000  |
| Neuseeland (RMNZ)            | Platin                                                                 | 15.000   |
| Schweden (IFPI)              | Gold                                                                   | 40.000   |
| Schweiz (IFPI)               | Gold                                                                   | 20.000   |
| Vereinigtes Königreich (BPI) | Gold                                                                   | 100.000  |
| Insgesamt                    | 6× Gold · 4× Platin ·                                                  | 795.000  |

### 20th Century Masters: The Millennium Collection: The Best of ABBA/Icon
| Land/Region               | Auszeichnungen für Musikverkäufe (Land/Region, Auszeichnung, Verkäufe) | Verkäufe |
| ------------------------- | ---------------------------------------------------------------------- | -------- |
| Neuseeland (RMNZ)         | Platin (Original) · + Platin (Icon)                                    | 180.000  |
| Vereinigte Staaten (RIAA) | Gold                                                                   | 500.000  |
| Insgesamt                 | 1× Gold · 2× Platin ·                                                  | 680.000  |

### SOS: The Best of ABBA
| Land/Region  | Auszeichnungen für Musikverkäufe (Land/Region, Auszeichnung, Verkäufe) | Verkäufe |
| ------------ | ---------------------------------------------------------------------- | -------- |
| Japan (RIAJ) | 3× Platin                                                              | 600.000  |
| Insgesamt    | 3× Platin ·                                                            | 600.000  |

### The Name of the Game
| Land/Region                  | Auszeichnungen für Musikverkäufe (Land/Region, Auszeichnung, Verkäufe) | Verkäufe  |
| ---------------------------- | ---------------------------------------------------------------------- | --------- |
| Europa (IFPI)                | Platin                                                                 | 1.000.000 |
| Schweden (IFPI)              | Platin                                                                 | (60.000)  |
| Vereinigtes Königreich (BPI) | Platin                                                                 | (300.000) |
| Insgesamt                    | 3× Platin ·                                                            | 1.000.000 |

### The ABBA Story
| Land/Region       | Auszeichnungen für Musikverkäufe (Land/Region, Auszeichnung, Verkäufe) | Verkäufe |
| ----------------- | ---------------------------------------------------------------------- | -------- |
| Australien (ARIA) | Gold                                                                   | 35.000   |
| Frankreich (SNEP) | Gold                                                                   | 100.000  |
| Insgesamt         | 2× Gold ·                                                              | 135.000  |

### The Ultimate Collection
| Land/Region                  | Auszeichnungen für Musikverkäufe (Land/Region, Auszeichnung, Verkäufe) | Verkäufe |
| ---------------------------- | ---------------------------------------------------------------------- | -------- |
| Vereinigtes Königreich (BPI) | Silber                                                                 | 60.000   |
| Insgesamt                    | 1× Silber ·                                                            | 60.000   |

### Todo ABBA
| Land/Region          | Auszeichnungen für Musikverkäufe (Land/Region, Auszeichnung, Verkäufe) | Verkäufe |
| -------------------- | ---------------------------------------------------------------------- | -------- |
| Spanien (Promusicae) | Platin                                                                 | 80.000   |
| Insgesamt            | 1× Platin ·                                                            | 80.000   |

### Classic ABBA
| Land/Region                  | Auszeichnungen für Musikverkäufe (Land/Region, Auszeichnung, Verkäufe) | Verkäufe |
| ---------------------------- | ---------------------------------------------------------------------- | -------- |
| Vereinigtes Königreich (BPI) | Silber                                                                 | 60.000   |
| Insgesamt                    | 1× Silber ·                                                            | 60.000   |

### 18 Hits
| Land/Region                  | Auszeichnungen für Musikverkäufe (Land/Region, Auszeichnung, Verkäufe) | Verkäufe  |
| ---------------------------- | ---------------------------------------------------------------------- | --------- |
| Australien (ARIA)            | 4× Platin                                                              | 280.000   |
| Belgien (BRMA)               | Platin                                                                 | (50.000)  |
| Brasilien (PMB)              | Platin                                                                 | 60.000    |
| Deutschland (BVMI)           | 2× Platin                                                              | (400.000) |
| Europa (IFPI)                | Platin                                                                 | 1.000.000 |
| Polen (ZPAV)                 | 2× Platin                                                              | (40.000)  |
| Russland (NFPF)              | 2× Platin                                                              | (40.000)  |
| Vereinigtes Königreich (BPI) | Platin                                                                 | (300.000) |
| Insgesamt                    | 14× Platin ·                                                           | 1.340.000 |

### Number Ones
| Land/Region                  | Auszeichnungen für Musikverkäufe (Land/Region, Auszeichnung, Verkäufe) | Verkäufe |
| ---------------------------- | ---------------------------------------------------------------------- | -------- |
| Deutschland (BVMI)           | Gold                                                                   | 100.000  |
| Neuseeland (RMNZ)            | Gold                                                                   | 7.500    |
| Polen (ZPAV)                 | Gold                                                                   | 10.000   |
| Russland (NFPF)              | Platin                                                                 | 20.000   |
| Vereinigtes Königreich (BPI) | Gold                                                                   | 100.000  |
| Insgesamt                    | 4× Gold · 1× Platin ·                                                  | 237.500  |

### The Essential Collection
| Land/Region        | Auszeichnungen für Musikverkäufe (Land/Region, Auszeichnung, Verkäufe) | Verkäufe |
| ------------------ | ---------------------------------------------------------------------- | -------- |
| Deutschland (BVMI) | Gold                                                                   | 100.000  |
| Insgesamt          | 1× Gold ·                                                              | 100.000  |

### The Albums
| Land/Region                  | Auszeichnungen für Musikverkäufe (Land/Region, Auszeichnung, Verkäufe) | Verkäufe |
| ---------------------------- | ---------------------------------------------------------------------- | -------- |
| Dänemark (IFPI)              | Gold                                                                   | 15.000   |
| Polen (ZPAV)                 | Platin                                                                 | 20.000   |
| Schweden (IFPI)              | Platin                                                                 | 40.000   |
| Vereinigtes Königreich (BPI) | Gold                                                                   | 100.000  |
| Insgesamt                    | 2× Gold · 2× Platin ·                                                  | 175.000  |

### ABBA Live at Wembley Arena
| Land/Region     | Auszeichnungen für Musikverkäufe (Land/Region, Auszeichnung, Verkäufe) | Verkäufe |
| --------------- | ---------------------------------------------------------------------- | -------- |
| Schweden (IFPI) | Platin                                                                 | 40.000   |
| Insgesamt       | 1× Platin ·                                                            | 40.000   |

### Voyage
| Land/Region                  | Auszeichnungen für Musikverkäufe (Land/Region, Auszeichnung, Verkäufe) | Verkäufe  |
| ---------------------------- | ---------------------------------------------------------------------- | --------- |
| Australien (ARIA)            | Gold                                                                   | 35.000    |
| Belgien (BRMA)               | Platin                                                                 | 20.000    |
| Dänemark (IFPI)              | Platin                                                                 | 20.000    |
| Deutschland (BVMI)           | 2× Platin                                                              | 400.000   |
| Frankreich (SNEP)            | Platin                                                                 | 100.000   |
| Niederlande (NVPI)           | Platin                                                                 | 40.000    |
| Österreich (IFPI)            | 2× Platin                                                              | 30.000    |
| Polen (ZPAV)                 | Gold                                                                   | 10.000    |
| Schweden (IFPI)              | 2× Platin                                                              | 60.000    |
| Vereinigte Staaten (RIAA)    | —                                                                      | 82.000    |
| Vereinigtes Königreich (BPI) | Platin                                                                 | 400.000   |
| Insgesamt                    | 2× Gold · 11× Platin ·                                                 | 1.197.000 |

## Auszeichnungen nach Singles

### Waterloo
| Land/Region                  | Auszeichnungen für Musikverkäufe (Land/Region, Auszeichnung, Verkäufe) | Verkäufe  |
| ---------------------------- | ---------------------------------------------------------------------- | --------- |
| Dänemark (IFPI)              | Gold                                                                   | 45.000    |
| Deutschland (BVMI)           | Gold                                                                   | 500.000   |
| Irland (IRMA)                | Gold                                                                   | 50.000    |
| Neuseeland (RMNZ)            | Platin                                                                 | 30.000    |
| Spanien (Promusicae)         | Gold                                                                   | 30.000    |
| Vereinigte Staaten (RIAA)    | —                                                                      | 800.000   |
| Vereinigtes Königreich (BPI) | Platin                                                                 | 732.000   |
| Insgesamt                    | 4× Gold · 2× Platin ·                                                  | 2.187.000 |

### Honey, Honey
| Land/Region                  | Auszeichnungen für Musikverkäufe (Land/Region, Auszeichnung, Verkäufe) | Verkäufe |
| ---------------------------- | ---------------------------------------------------------------------- | -------- |
| Deutschland (BVMI)           | Gold                                                                   | 500.000  |
| Vereinigtes Königreich (BPI) | Silber                                                                 | 200.000  |
| Insgesamt                    | 1× Silber · 1× Gold ·                                                  | 700.000  |

### SOS
| Land/Region                  | Auszeichnungen für Musikverkäufe (Land/Region, Auszeichnung, Verkäufe) | Verkäufe  |
| ---------------------------- | ---------------------------------------------------------------------- | --------- |
| Dänemark (IFPI)              | Gold                                                                   | 45.000    |
| Deutschland (BVMI)           | —                                                                      | 500.000   |
| Frankreich (SNEP)            | —                                                                      | 500.000   |
| Japan (RIAJ)                 | Platin                                                                 | 100.000   |
| Neuseeland (RMNZ)            | Platin                                                                 | 30.000    |
| Vereinigtes Königreich (BPI) | Gold                                                                   | 400.000   |
| Insgesamt                    | 2× Gold · 2× Platin ·                                                  | 1.575.000 |

### Mamma Mia
| Land/Region                  | Auszeichnungen für Musikverkäufe (Land/Region, Auszeichnung, Verkäufe) | Verkäufe  |
| ---------------------------- | ---------------------------------------------------------------------- | --------- |
| Dänemark (IFPI)              | Platin                                                                 | 90.000    |
| Deutschland (BVMI)           | Gold                                                                   | 300.000   |
| Italien (FIMI)               | Gold                                                                   | 25.000    |
| Neuseeland (RMNZ)            | 2× Platin                                                              | 60.000    |
| Spanien (Promusicae)         | Platin                                                                 | 60.000    |
| Vereinigtes Königreich (BPI) | 2× Platin                                                              | 1.200.000 |
| Insgesamt                    | 2× Gold · 6× Platin ·                                                  | 1.735.000 |

### Fernando
| Land/Region                  | Auszeichnungen für Musikverkäufe (Land/Region, Auszeichnung, Verkäufe) | Verkäufe  |
| ---------------------------- | ---------------------------------------------------------------------- | --------- |
| Australien (ARIA)            | —                                                                      | 720.000   |
| Deutschland (BVMI)           | Gold                                                                   | 600.000   |
| Frankreich (SNEP)            | Gold                                                                   | 500.000   |
| Irland (IRMA)                | Gold                                                                   | 50.000    |
| Kanada (MC)                  | Gold                                                                   | 75.000    |
| Neuseeland (RMNZ)            | 3× Platin                                                              | 60.000    |
| Portugal (AFP)               | —                                                                      | 80.000    |
| Vereinigtes Königreich (BPI) | Gold                                                                   | 903.000   |
| Insgesamt                    | 5× Gold · 3× Platin ·                                                  | 3.088.000 |

### Dancing Queen
| Land/Region                  | Auszeichnungen für Musikverkäufe (Land/Region, Auszeichnung, Verkäufe) | Verkäufe  |
| ---------------------------- | ---------------------------------------------------------------------- | --------- |
| Australien (ARIA)            | —                                                                      | 300.000   |
| Brasilien (PMB)              | Gold                                                                   | 30.000    |
| Dänemark (IFPI)              | Platin                                                                 | 90.000    |
| Deutschland (BVMI)           | Platin                                                                 | 600.000   |
| Irland (IRMA)                | Gold                                                                   | 50.000    |
| Italien (FIMI)               | Platin                                                                 | 100.000   |
| Japan (RIAJ)                 | Gold (Mobile Downloads) · + Gold (Downloads)                           | 200.000   |
| Neuseeland (RMNZ)            | 5× Platin                                                              | 150.000   |
| Spanien (Promusicae)         | 2× Platin                                                              | 120.000   |
| Vereinigte Staaten (RIAA)    | Gold                                                                   | 1.000.000 |
| Vereinigtes Königreich (BPI) | 3× Platin                                                              | 1.800.000 |
| Insgesamt                    | 5× Gold · 13× Platin ·                                                 | 4.440.000 |

### Money, Money, Money
| Land/Region                  | Auszeichnungen für Musikverkäufe (Land/Region, Auszeichnung, Verkäufe) | Verkäufe  |
| ---------------------------- | ---------------------------------------------------------------------- | --------- |
| Frankreich (SNEP)            | Gold                                                                   | 500.000   |
| Neuseeland (RMNZ)            | Gold                                                                   | 15.000    |
| Vereinigtes Königreich (BPI) | Gold                                                                   | 500.000   |
| Insgesamt                    | 3× Gold ·                                                              | 1.015.000 |

### Knowing Me, Knowing You
| Land/Region                  | Auszeichnungen für Musikverkäufe (Land/Region, Auszeichnung, Verkäufe) | Verkäufe  |
| ---------------------------- | ---------------------------------------------------------------------- | --------- |
| Dänemark (IFPI)              | Gold                                                                   | 45.000    |
| Neuseeland (RMNZ)            | Platin                                                                 | 30.000    |
| Vereinigtes Königreich (BPI) | Gold                                                                   | 1.020.000 |
| Insgesamt                    | 2× Gold · 1× Platin ·                                                  | 1.095.000 |

### The Name of the Game
| Land/Region                  | Auszeichnungen für Musikverkäufe (Land/Region, Auszeichnung, Verkäufe) | Verkäufe |
| ---------------------------- | ---------------------------------------------------------------------- | -------- |
| Vereinigtes Königreich (BPI) | Gold                                                                   | 500.000  |
| Insgesamt                    | 1× Gold ·                                                              | 500.000  |

### Take a Chance on Me
| Land/Region                  | Auszeichnungen für Musikverkäufe (Land/Region, Auszeichnung, Verkäufe) | Verkäufe  |
| ---------------------------- | ---------------------------------------------------------------------- | --------- |
| Dänemark (IFPI)              | Gold                                                                   | 45.000    |
| Neuseeland (RMNZ)            | 2× Platin                                                              | 60.000    |
| Vereinigte Staaten (RIAA)    | Gold                                                                   | 1.000.000 |
| Vereinigtes Königreich (BPI) | Gold (Physisch) · + Platin (Digital)                                   | 1.100.000 |
| Insgesamt                    | 3× Gold · 3× Platin ·                                                  | 2.205.000 |

### Summer Night City
| Land/Region                  | Auszeichnungen für Musikverkäufe (Land/Region, Auszeichnung, Verkäufe) | Verkäufe |
| ---------------------------- | ---------------------------------------------------------------------- | -------- |
| Vereinigtes Königreich (BPI) | Silber                                                                 | 250.000  |
| Insgesamt                    | 1× Silber ·                                                            | 250.000  |

### Chiquitita
| Land/Region                  | Auszeichnungen für Musikverkäufe (Land/Region, Auszeichnung, Verkäufe) | Verkäufe  |
| ---------------------------- | ---------------------------------------------------------------------- | --------- |
| Argentinien (CAPIF)          | —                                                                      | 700.000   |
| Dänemark (IFPI)              | Gold                                                                   | 45.000    |
| Irland (IRMA)                | Gold                                                                   | 50.000    |
| Mexiko (AMPROFON)            | —                                                                      | 500.000   |
| Neuseeland (RMNZ)            | Platin                                                                 | 30.000    |
| Niederlande (NVPI)           | Gold                                                                   | 100.000   |
| Spanien (Promusicae)         | Gold                                                                   | 30.000    |
| Vereinigtes Königreich (BPI) | Platin                                                                 | 600.000   |
| Insgesamt                    | 4× Gold · 2× Platin ·                                                  | 2.055.000 |

### Does Your Mother Know
| Land/Region                  | Auszeichnungen für Musikverkäufe (Land/Region, Auszeichnung, Verkäufe) | Verkäufe |
| ---------------------------- | ---------------------------------------------------------------------- | -------- |
| Neuseeland (RMNZ)            | Gold                                                                   | 15.000   |
| Vereinigtes Königreich (BPI) | Platin                                                                 | 600.000  |
| Insgesamt                    | 1× Gold · 1× Platin ·                                                  | 615.000  |

### Voulez-Vous
| Land/Region                  | Auszeichnungen für Musikverkäufe (Land/Region, Auszeichnung, Verkäufe) | Verkäufe |
| ---------------------------- | ---------------------------------------------------------------------- | -------- |
| Neuseeland (RMNZ)            | Gold                                                                   | 15.000   |
| Vereinigtes Königreich (BPI) | Platin                                                                 | 600.000  |
| Insgesamt                    | 1× Gold · 1× Platin ·                                                  | 615.000  |

### Angeleyes
| Land/Region                  | Auszeichnungen für Musikverkäufe (Land/Region, Auszeichnung, Verkäufe) | Verkäufe |
| ---------------------------- | ---------------------------------------------------------------------- | -------- |
| Neuseeland (RMNZ)            | Gold                                                                   | 15.000   |
| Vereinigtes Königreich (BPI) | Gold                                                                   | 400.000  |
| Insgesamt                    | 2× Gold ·                                                              | 415.000  |

### Gimme! Gimme! Gimme! (A Man After Midnight)
| Land/Region                  | Auszeichnungen für Musikverkäufe (Land/Region, Auszeichnung, Verkäufe) | Verkäufe  |
| ---------------------------- | ---------------------------------------------------------------------- | --------- |
| Dänemark (IFPI)              | Platin                                                                 | 90.000    |
| Deutschland (BVMI)           | Gold                                                                   | 250.000   |
| Frankreich (SNEP)            | Gold                                                                   | 500.000   |
| Italien (FIMI)               | Platin                                                                 | 100.000   |
| Neuseeland (RMNZ)            | 2× Platin                                                              | 60.000    |
| Niederlande (NVPI)           | Gold                                                                   | 100.000   |
| Portugal (AFP)               | Gold                                                                   | 5.000     |
| Spanien (Promusicae)         | Platin                                                                 | 60.000    |
| Vereinigtes Königreich (BPI) | Silber (Physisch) · + 2× Platin (Digital)                              | 1.450.000 |
| Insgesamt                    | 1× Silber · 4× Gold · 7× Platin ·                                      | 2.615.000 |

### I Have a Dream
| Land/Region                  | Auszeichnungen für Musikverkäufe (Land/Region, Auszeichnung, Verkäufe) | Verkäufe |
| ---------------------------- | ---------------------------------------------------------------------- | -------- |
| Neuseeland (RMNZ)            | Gold                                                                   | 15.000   |
| Niederlande (NVPI)           | Gold                                                                   | 100.000  |
| Vereinigtes Königreich (BPI) | Gold                                                                   | 500.000  |
| Insgesamt                    | 3× Gold ·                                                              | 615.000  |

### The Winner Takes It All
| Land/Region                  | Auszeichnungen für Musikverkäufe (Land/Region, Auszeichnung, Verkäufe) | Verkäufe  |
| ---------------------------- | ---------------------------------------------------------------------- | --------- |
| Brasilien (PMB)              | Gold                                                                   | 300.000   |
| Dänemark (IFPI)              | Platin                                                                 | 90.000    |
| Deutschland (BVMI)           | Gold                                                                   | 250.000   |
| Italien (FIMI)               | Gold                                                                   | 50.000    |
| Neuseeland (RMNZ)            | Platin                                                                 | 30.000    |
| Niederlande (NVPI)           | Gold                                                                   | 100.000   |
| Spanien (Promusicae)         | Platin                                                                 | 60.000    |
| Vereinigtes Königreich (BPI) | Platin                                                                 | 920.000   |
| Insgesamt                    | 4× Gold · 4× Platin ·                                                  | 1.800.000 |

### Super Trouper
| Land/Region                  | Auszeichnungen für Musikverkäufe (Land/Region, Auszeichnung, Verkäufe) | Verkäufe  |
| ---------------------------- | ---------------------------------------------------------------------- | --------- |
| Dänemark (IFPI)              | Gold                                                                   | 45.000    |
| Neuseeland (RMNZ)            | Platin                                                                 | 30.000    |
| Russland (NFPF)              | Gold                                                                   | 100.000   |
| Spanien (Promusicae)         | Gold                                                                   | 30.000    |
| Vereinigtes Königreich (BPI) | Platin                                                                 | 1.050.000 |
| Insgesamt                    | 3× Gold · 1× Platin ·                                                  | 1.255.000 |

### One of Us
| Land/Region                  | Auszeichnungen für Musikverkäufe (Land/Region, Auszeichnung, Verkäufe) | Verkäufe |
| ---------------------------- | ---------------------------------------------------------------------- | -------- |
| Vereinigtes Königreich (BPI) | Gold                                                                   | 500.000  |
| Insgesamt                    | 1× Gold ·                                                              | 500.000  |

### Lay All Your Love on Me
| Land/Region                  | Auszeichnungen für Musikverkäufe (Land/Region, Auszeichnung, Verkäufe) | Verkäufe  |
| ---------------------------- | ---------------------------------------------------------------------- | --------- |
| Dänemark (IFPI)              | Gold                                                                   | 45.000    |
| Deutschland (BVMI)           | Gold                                                                   | 300.000   |
| Italien (FIMI)               | Gold                                                                   | 50.000    |
| Neuseeland (RMNZ)            | Platin                                                                 | 30.000    |
| Spanien (Promusicae)         | Gold                                                                   | 30.000    |
| Vereinigtes Königreich (BPI) | Platin                                                                 | 600.000   |
| Insgesamt                    | 4× Gold · 1× Platin ·                                                  | 1.055.000 |

### Thank You for the Music
| Land/Region                  | Auszeichnungen für Musikverkäufe (Land/Region, Auszeichnung, Verkäufe) | Verkäufe |
| ---------------------------- | ---------------------------------------------------------------------- | -------- |
| Vereinigtes Königreich (BPI) | Silber                                                                 | 200.000  |
| Insgesamt                    | 1× Silber ·                                                            | 200.000  |

### Happy New Year
| Land/Region     | Auszeichnungen für Musikverkäufe (Land/Region, Auszeichnung, Verkäufe) | Verkäufe |
| --------------- | ---------------------------------------------------------------------- | -------- |
| Dänemark (IFPI) | Gold                                                                   | 45.000   |
| Insgesamt       | 1× Gold ·                                                              | 45.000   |

### I Still Have Faith in You
| Land/Region     | Auszeichnungen für Musikverkäufe (Land/Region, Auszeichnung, Verkäufe) | Verkäufe |
| --------------- | ---------------------------------------------------------------------- | -------- |
| Schweden (IFPI) | Platin                                                                 | 80.000   |
| Insgesamt       | 1× Platin ·                                                            | 80.000   |

### Don’t Shut Me Down
| Land/Region                  | Auszeichnungen für Musikverkäufe (Land/Region, Auszeichnung, Verkäufe) | Verkäufe |
| ---------------------------- | ---------------------------------------------------------------------- | -------- |
| Schweden (IFPI)              | Platin                                                                 | 80.000   |
| Vereinigtes Königreich (BPI) | Silber                                                                 | 200.000  |
| Insgesamt                    | 1× Silber · 1× Platin ·                                                | 280.000  |

## Auszeichnungen nach Liedern

### Slipping Through My Fingers
| Land/Region                  | Auszeichnungen für Musikverkäufe (Land/Region, Auszeichnung, Verkäufe) | Verkäufe |
| ---------------------------- | ---------------------------------------------------------------------- | -------- |
| Vereinigtes Königreich (BPI) | Silber                                                                 | 200.000  |
| Insgesamt                    | 1× Silber ·                                                            | 200.000  |

## Auszeichnungen nach Videoalben

### ABBA Gold – Greatest Hits
| Land/Region                  | Auszeichnungen für Musikverkäufe (Land/Region, Auszeichnung, Verkäufe) | Verkäufe |
| ---------------------------- | ---------------------------------------------------------------------- | -------- |
| Australien (ARIA)            | 3× Platin                                                              | 45.000   |
| Deutschland (BVMI)           | Platin                                                                 | 50.000   |
| Kanada (MC)                  | Gold                                                                   | 5.000    |
| Neuseeland (RMNZ)            | Platin                                                                 | 5.000    |
| Spanien (Promusicae)         | 5× Platin                                                              | 125.000  |
| Vereinigte Staaten (RIAA)    | Platin                                                                 | 100.000  |
| Vereinigtes Königreich (BPI) | 2× Platin                                                              | 100.000  |
| Insgesamt                    | 1× Gold · 13× Platin ·                                                 | 430.000  |

### More ABBA Gold – More ABBA Hits
| Land/Region        | Auszeichnungen für Musikverkäufe (Land/Region, Auszeichnung, Verkäufe) | Verkäufe |
| ------------------ | ---------------------------------------------------------------------- | -------- |
| Deutschland (BVMI) | Gold                                                                   | 25.000   |
| Insgesamt          | 1× Gold ·                                                              | 25.000   |

### Forever Gold
| Land/Region                  | Auszeichnungen für Musikverkäufe (Land/Region, Auszeichnung, Verkäufe) | Verkäufe |
| ---------------------------- | ---------------------------------------------------------------------- | -------- |
| Vereinigtes Königreich (BPI) | Platin                                                                 | 50.000   |
| Insgesamt                    | 1× Platin ·                                                            | 50.000   |

### ABBA – The Movie
| Land/Region                  | Auszeichnungen für Musikverkäufe (Land/Region, Auszeichnung, Verkäufe) | Verkäufe |
| ---------------------------- | ---------------------------------------------------------------------- | -------- |
| Deutschland (BVMI)           | Platin                                                                 | 50.000   |
| Schweden (IFPI)              | Gold                                                                   | 10.000   |
| Vereinigtes Königreich (BPI) | Gold                                                                   | 25.000   |
| Insgesamt                    | 2× Gold · 1× Platin ·                                                  | 85.000   |

### The Winner Takes It All – The ABBA Story
| Land/Region                  | Auszeichnungen für Musikverkäufe (Land/Region, Auszeichnung, Verkäufe) | Verkäufe |
| ---------------------------- | ---------------------------------------------------------------------- | -------- |
| Vereinigtes Königreich (BPI) | Platin                                                                 | 50.000   |
| Insgesamt                    | 1× Platin ·                                                            | 50.000   |

### The Definitive Collection
| Land/Region                  | Auszeichnungen für Musikverkäufe (Land/Region, Auszeichnung, Verkäufe) | Verkäufe |
| ---------------------------- | ---------------------------------------------------------------------- | -------- |
| Australien (ARIA)            | 3× Platin                                                              | 45.000   |
| Deutschland (BVMI)           | 2× Platin                                                              | 100.000  |
| Mexiko (AMPROFON)            | Gold                                                                   | 10.000   |
| Neuseeland (RMNZ)            | 2× Platin                                                              | 10.000   |
| Niederlande (NVPI)           | Gold                                                                   | 40.000   |
| Schweden (IFPI)              | Gold                                                                   | 10.000   |
| Vereinigtes Königreich (BPI) | Platin                                                                 | 50.000   |
| Insgesamt                    | 3× Gold · 8× Platin ·                                                  | 265.000  |

### ABBA in Concert
| Land/Region                  | Auszeichnungen für Musikverkäufe (Land/Region, Auszeichnung, Verkäufe) | Verkäufe |
| ---------------------------- | ---------------------------------------------------------------------- | -------- |
| Argentinien (CAPIF)          | Platin                                                                 | 8.000    |
| Australien (ARIA)            | Gold                                                                   | 7.500    |
| Deutschland (BVMI)           | Gold                                                                   | 25.000   |
| Neuseeland (RMNZ)            | Platin                                                                 | 5.000    |
| Schweden (IFPI)              | Gold                                                                   | 10.000   |
| Vereinigte Staaten (RIAA)    | Gold                                                                   | 50.000   |
| Vereinigtes Königreich (BPI) | Gold                                                                   | 25.000   |
| Insgesamt                    | 5× Gold · 2× Platin ·                                                  | 130.500  |

### Super Troupers
| Land/Region                  | Auszeichnungen für Musikverkäufe (Land/Region, Auszeichnung, Verkäufe) | Verkäufe |
| ---------------------------- | ---------------------------------------------------------------------- | -------- |
| Neuseeland (RMNZ)            | Gold                                                                   | 2.500    |
| Vereinigtes Königreich (BPI) | Gold                                                                   | 25.000   |
| Insgesamt                    | 2× Gold ·                                                              | 27.500   |

### Number Ones
| Land/Region                  | Auszeichnungen für Musikverkäufe (Land/Region, Auszeichnung, Verkäufe) | Verkäufe |
| ---------------------------- | ---------------------------------------------------------------------- | -------- |
| Australien (ARIA)            | Platin                                                                 | 15.000   |
| Neuseeland (RMNZ)            | Platin                                                                 | 5.000    |
| Vereinigtes Königreich (BPI) | Gold                                                                   | 25.000   |
| Insgesamt                    | 1× Gold · 2× Platin ·                                                  | 45.000   |

### 16 Hits
| Land/Region       | Auszeichnungen für Musikverkäufe (Land/Region, Auszeichnung, Verkäufe) | Verkäufe |
| ----------------- | ---------------------------------------------------------------------- | -------- |
| Australien (ARIA) | 2× Platin                                                              | 30.000   |
| Insgesamt         | 2× Platin ·                                                            | 30.000   |

## Statistik und Quellen
| Land/RegionAuszeichnungen für Musikverkäufe (Land/Region, Auszeichnungen, Verkäufe, Quellen) | Silber       | Gold         | Platin         | Diamant     | Verkäufe    | Quellen                                                                         |
| -------------------------------------------------------------------------------------------- | ------------ | ------------ | -------------- | ----------- | ----------- | ------------------------------------------------------------------------------- |
| Argentinien (CAPIF)                                                                          | —            | 2× Gold2     | 7× Platin7     | —           | 1.118.000   | capif.org.ar AR2                                                                |
| Australien (ARIA)                                                                            | —            | 5× Gold5     | 75× Platin75   | —           | 5.292.500   | aria.com.au                                                                     |
| Belgien (BRMA)                                                                               | —            | —            | 10× Platin10   | —           | 470.000     | ultratop.be                                                                     |
| Brasilien (PMB)                                                                              | —            | 4× Gold4     | Platin1        | —           | 540.000     | pro-musicabr.org.br                                                             |
| Chile (IFPI)                                                                                 | —            | —            | 3× Platin3     | —           | 75.000      | Einzelnachweise                                                                 |
| Dänemark (IFPI)                                                                              | Silber1      | 14× Gold14   | 16× Platin16   | —           | 1.960.000   | ifpi.dk                                                                         |
| Deutschland (BVMI)                                                                           | —            | 16× Gold16   | 27× Platin27   | —           | 15.150.000  | musikindustrie.de                                                               |
| Europa (IFPI)                                                                                | —            | Gold1        | 6× Platin6     | —           | (6.500.000) | ifpi.org (Memento vom 1. Januar 2014 im Internet Archive)                       |
| Finnland (IFPI)                                                                              | —            | 3× Gold3     | 8× Platin8     | —           | 642.094     | ifpi.fi                                                                         |
| Frankreich (SNEP)                                                                            | —            | 6× Gold6     | Platin1        | Diamant1    | 3.400.000   | infodisc.fr snepmusique.com                                                     |
| Griechenland (IFPI)                                                                          | —            | Gold1        | —              | —           | 50.000      | Einzelnachweise                                                                 |
| Hongkong (IFPI/HKRIA)                                                                        | —            | 7× Gold7     | 6× Platin6     | —           | 270.000     | ifpihk.org                                                                      |
| Indien (IMI)                                                                                 | —            | —            | —              | —           | 50.000      | Einzelnachweise                                                                 |
| Irland (IRMA)                                                                                | —            | 4× Gold4     | 4× Platin4     | —           | 260.000     | Einzelnachweise                                                                 |
| Island (IFPI)                                                                                | —            | Gold1        | —              | —           | 5.000       | Einzelnachweise                                                                 |
| Israel (IFPI)                                                                                | —            | Gold1        | 2× Platin2     | —           | 100.000     | Einzelnachweise                                                                 |
| Italien (FIMI)                                                                               | —            | 3× Gold3     | 4× Platin4     | —           | 425.000     | fimi.it                                                                         |
| Japan (RIAJ)                                                                                 | —            | 2× Gold2     | 7× Platin7     | —           | 1.650.000   | riaj.or.jp JP2                                                                  |
| Kanada (MC)                                                                                  | —            | 3× Gold3     | 15× Platin15   | Diamant1    | 2.455.000   | musiccanada.com                                                                 |
| Kroatien (HDU)                                                                               | Silber1      | —            | —              | —           | 3.000       | hgu.hr                                                                          |
| Malaysia (RIM)                                                                               | —            | —            | 3× Platin3     | —           | 150.000     | Einzelnachweise                                                                 |
| Mexiko (AMPROFON)                                                                            | —            | Gold1        | 2× Platin2     | —           | 1.010.000   | amprofon.com.mx                                                                 |
| Neuseeland (RMNZ)                                                                            | —            | 9× Gold9     | 83× Platin83   | —           | 1.752.500   | aotearoamusiccharts.co.nz NZ2 (Memento vom 12. August 2011 im Internet Archive) |
| Niederlande (NVPI)                                                                           | —            | 6× Gold6     | 15× Platin15   | —           | 1.870.000   | nvpi.nl                                                                         |
| Norwegen (IFPI)                                                                              | —            | —            | 2× Platin2     | —           | 577.000     | Einzelnachweise                                                                 |
| Österreich (IFPI)                                                                            | —            | 2× Gold2     | 5× Platin5     | —           | 220.000     | ifpi.at                                                                         |
| Polen (ZPAV)                                                                                 | —            | 2× Gold2     | 4× Platin4     | —           | 180.000     | olis.pl                                                                         |
| Portugal (AFP)                                                                               | —            | Gold1        | Platin1        | —           | 105.000     | Einzelnachweise                                                                 |
| Russland (NFPF)                                                                              | —            | 2× Gold2     | 3× Platin3     | —           | 170.000     | 2m-online.ru                                                                    |
| Schweden (IFPI)                                                                              | —            | 5× Gold5     | 13× Platin13   | Diamant1    | 2.584.642   | sverigetopplistan.se                                                            |
| Schweiz (IFPI)                                                                               | —            | 2× Gold2     | 11× Platin11   | —           | 595.000     | hitparade.ch                                                                    |
| Singapur (RIAS)                                                                              | —            | —            | 5× Platin5     | —           | 75.000      | Einzelnachweise                                                                 |
| Spanien (Promusicae)                                                                         | —            | 6× Gold6     | 18× Platin18   | —           | 1.425.000   | elportaldemusica.es promusicae.es ES                                            |
| Südafrika (RISA)                                                                             | —            | —            | Platin1        | —           | 50.000      | Einzelnachweise                                                                 |
| Südkorea (KMCA)                                                                              | —            | —            | Platin1        | —           | 15.000      | Einzelnachweise                                                                 |
| Taiwan (RIT)                                                                                 | —            | —            | 7× Platin7     | —           | 350.000     | Einzelnachweise                                                                 |
| Tschechien (IFPI)                                                                            | —            | —            | Platin1        | —           | 6.000       | Einzelnachweise                                                                 |
| Thailand (TECA)                                                                              | —            | Gold1        | —              | —           | 15.000      | Einzelnachweise                                                                 |
| Ungarn (MAHASZ)                                                                              | —            | —            | Platin1        | —           | 50.000      | slagerlistak.hu                                                                 |
| Venezuela (APFV)                                                                             | Silber1      | —            | —              | —           | 25.000      | Einzelnachweise                                                                 |
| Vereinigte Staaten (RIAA)                                                                    | —            | 8× Gold8     | 9× Platin9     | —           | 13.832.000  | riaa.com                                                                        |
| Vereinigtes Königreich (BPI)                                                                 | 12× Silber12 | 19× Gold19   | 61× Platin61   | —           | 32.060.000  | bpi.co.uk, Einzelnachweise                                                      |
| Insgesamt                                                                                    | 15× Silber15 | 137× Gold137 | 438× Platin438 | 3× Diamant3 |             |                                                                                 |